# 콜베르주의
콜베르주의(Colbertisme)는 루이 14세 밑에서 회계 감사원장을 역임한 장바티스트 콜베르가 만든 17세기의 경제정치적 독트린이다. 콜베르주의는 동의어로 보기도 하는 중상주의의 일종이다.
콜베르주의는 프랑스의 부와 경제가 국가에 기여해야 한다는 것이다. 콜베르는 제한된 자원의 가장 큰 부분을 획득하려면 국가 간섭이 필요하다고 보았다. 금을 축적하려면 국가는 수입보다 해외에 더 많은 상품을 팔아야했다.